# بارينغتون رينولدز
السير بارينجتون رينولدز (1786 – أغسطس 1861) كان ادميرالا وضابطًا كبيرًا خدم لفترة طويلة في البحرية الملكية البريطانية .
عانى رينولدز من الوفيات المتتالية لأخيه الأكبر ووالده في الخدمة العسكرية خلال الحروب النابليونية بالإضافة إلى نوبات شديدة من اعتلال الصحة النفسية.
بعد ترك الخدمة في نهاية الحرب، عاد رينولدز إلى البحرية في أربعينيات القرن التاسع عشر بعد غياب ثلاثين عامًا ولعب دورًا رئيسيًا في التدمير النهائي للتجارة غير القانونية لل العبيد الأفارقة إلى البرازيل .
تم تكريم رينولدز لهذه الخدمة وتقاعد مرة أخرى إلى مقعد عائلته في كورنوال ، حيث توفي عن عمر يناهز 75 عامًا.

## مسيرته المهنية
كان بارينجتون رينولدز الابن الثاني للأميرال روبرت روبرت كارثيو رينولدز، وهو ضابط في البحرية الملكية الناجح الذي خدم في السابق تحت حكم صامويل بارينجتون الذي ربما يكون أصل اسم بارينجتون المسيحي.
مثل شقيقه الأكبر، ولد بارينجتون رينولدز في مسقط العائلة في بينير، بالقرب من ترورو، كورنوال، ولكن في سن التاسعة تم إحضاره إلى سفينة والده الفرقاطةللخدمة كخادم نقيب. 
انخرطت بريطانيا في ذلك الوقت في الحروب الثورية الفرنسية وتم ربط الفرقاطة بالسرب تحت قيادة السير إدوارد بيليو الذي هاجم سفن الشحن الفرنسية على طول ساحل بيسكاي.
خلال اشتباك مع البحرية الفرنسية، قادت المناورة الماهرة للبريطانيين السفينة الفرنسية إلى الصخور ما تسبب بغرقها. كما تم تدمير سفينة الأمازون البريطانية أيضًا، لكن الكابتن رينولدز نجح في ايصالها إلى الشاطئ قبل ان تصيب الصخور ونتيجة لذلك، نجا جميع أفراد طاقمها باستثناء ستة ليصبحوا أسرى حرب.
تم إطلاق سراح بارينجتون رينولدز مع والده بعد عام وعاد إلى الخدمة قبل ان ينتقل إلى موقع اخر باعتباره ضابط بحري ، بعيدا عن والده. 
في أواخر عام 1800 ، عاد رينولدز لفترة وجيزة إلى والده في بسفينة اوريون قبل أن يتم ترقيته إلى ملازم .
في عام 1804 ، قُتل شقيقه الأكبر، الملازم روبرت رينولدز، اثناء عمله قبالة سواحل مارتينيك . 
بعد انتهاء الحرب في عام 1815 ، عُرض على رينولدز خدمة مستمرة كقائد فرقاطة في البحرية المختزلة، لكنه اضطر إلى رفض المنصب بسبب نوبة طويلة من اعتلال الصحة.

## عمليات مكافحة العبودية
في عام 1838 ، تعافت صحة رينولدز بما فيه الكفاية حتى يتمكن من العودة إلى البحر، وتولى قيادة سفينة جانجس في البحر الأبيض المتوسط .
في نهر الغانج ، شارك رينولدز في قصف عكا خلال العمليات ضد القوات المصرية.
تم ترقية رينولدز إلى أميرال خلفي في عام 1848 ، وتسلم القيادة في محطة رأس الرجاء الصالح،  مع تعليمات لقمع تجار الرقيق غير الشرعيين الذين عملوا من غرب إفريقيا.
كان رينولدز ناجحًا جدًا قبالة سواحل إفريقيا، لدرجة أنه الأميرالية أرسلوه ليبحر قبالة الساحل البرازيلي في نفس الخدمة.
على مدى السنوات الثلاث التالية، استولى رينولدز وسربه على العشرات من سفن العبيد، وصعدوا واستولوا على المزيد من المراسي على الساحل البرازيلي، وعلى الرغم من الاحتجاجات الصاخبة من الحكومة البرازيلية، داهمت الموانئ البرازيلية على طول الساحل، وأحرقوا سفن العبيد الفارغة التي كانت تحميهم.
ردا على الاحتجاجات، كتب رينولدز إلى الأميرالية أنه «لا يمكن فعل شيء مع الحكومة البرازيلية في هذا الشأن إلا بالقوة».  يرجع الفضل في تصرفات القوات تحت قيادة رينولدز إلى تدمير تجارة الرقيق البرازيلية بالكامل بحلول عام 1851.
تمت ترقيته إلى نائب أميرال في عام 1855 ، وأصبح القائد العام لبليموث في عام 1857 وتمت ترقيته إلى أميرال كامل عند التقاعد في عام 1860.
توفي في عام 1861 في منزل عائلته ودفن في كنيسة كليمينت . 